# Француски револуционарни ратови: Кампања 1793.
Година 1793. је друга година Француских револуционарних ратова. 
Освајање Белгије навукло је на Француску непријатељство Велике Британије, Холандије и Шпаније које формирају Прву коалицију у коју улазе још и Немачка, Напуљ, Португалија и Папска држава, а помажу је ројалисти који су емигрирали из Француске. У том тренутку је француска војска бројала око 270.000 људи, а савезничка око 300.000. 

## Северни фронт
Дана 16. фебруара Димурје са армијом (15 000 пешака, 1000 коњаника и 40 топова) упада у Белгију и заузима Бреду и Гертројденберх. 1. марта Французи су поражени у бици код Алденхофена и одбачени на Левен. 18. марта претрпели су пораз код Нервиндена након чега Димурје прелази у табор Аустријанаца тежећи да успостави уставну монархију у Француској. 
Димурјеова издаја направила је велику пометњу у француским редовима. Француска војска се реорганизује, на чело Северне армије постављен је Хенри Дампјер, а Арденске Јозеф Ламарш. После пар победа, Французи доживљавају поразе који су последица честог смењивања команданата. 
Генерал Рене Чарлс Лињевил, командант новоформиране Мозелске армије замењен је генералом Абовилом. Кисена је сменио А. Боарне. Код Пирмазенса Пруси наносе тежак пораз француској војсци.

## Велики напад
Порази на северном фронту изазвали су пад жиронде и долазак јакобинаца на власт. Они су рат рекламирали као ствар нације. Тако је стање француске војске знатно побољшано увођењем нових војника регрутованих из народних маса. 28. августа Французи предузимају тзв. „Велики напад“ и после почетних неуспеха односе победе код Онскота, Менена и Ватињиа, али су доживели неуспех код Маршјена. Због тога је смењен командант Журдан, а на чело Северне армије постављен је Пишегри. У покушају да деблокирају Ландау, Французи су поражени код Кајзерслаутерна. Генерал Ош је тек 27. децембра успео да деблокира Ландау. 

## Остали фронтови
У Италији, Французи формирају Италијанску армију крајем 1793. године (20.000 људи под командом Бирона) и Алпску армију (30.000 људи под командом Келермана). Ове две армије у почетку трпе поразе од британско-шпанске војске. 
У Шпанији су Французи су такође формирали две армије – Армија источних Пиринеја и Армија западних Пиринеја. Првом је командовао Луј Чарлс Флер, а другом Јозеф Серван де Гербеу. Бројно слабије, и ове француске армије трпе поразе од бројнијих британско-шпанских војски.
Дана 31. маја жирондинци покушавају да подигну устанак против јакобинске власти, али са врло слабим резултатима. Дантон убрзо умире, а главни град жирондинаца – Бордо, убрзо је освојен. У угушивању устанка у Марсеју истакао се по први пут млади капетан Наполеон Бонапарта под комадном Жана Картоа. Уз помоћ француских бунтовника, британска флота на челу са адмиралом Нелсоном заузима Корзику.

## На мору
Одмах по избијању рата, Британци без већих проблема освајају Сен Пјер и Микелон у Северној Америци, Тобаго и луке Жереми и Мон-Сен-Никола на Санто Домингу, француском делу Хиспаниоле. У Индији, Британци освајају Чандранагар, Карекал, Махи и Пондишери.
Део британске флоте под командом адмирала Самјуела Худа, ојачан шпанским бродовима, продире 27. августа у Тулон и тако елиминише готово целокупну француску средоземну флоту.